# Koma tou Gialou
Koma tou Gialou (in greco Κώμα του Γιαλού?; in turco: Kumyalı) è un villaggio situato de iure nel distretto di Famagosta di Cipro. Esso si trova nella penisola del Karpas. È sotto il controllo de facto di Cipro del Nord e fa parte del Distretto di İskele. Prima del 1974 Koma tou Gialou era abitato esclusivamente da greco-ciprioti. 
Nel 2011 il villaggio aveva 686 abitanti.

## Geografia fisica
Kumyalı si trova nella penisola del Karpas, 15 chilometri a sud-ovest di Yeni Erenköy.

## Origini del nome
In greco Koma tou Gialou significa probabilmente "villaggio sul mare". Il nome turco Kumyalık (Komiali nel censimento del 1891) è in uso dal periodo ottomano.. Nel 1975 i turco-ciprioti hanno leggermente modificato quest'ultimo nome in Kumyalı che letteralmente significa "residenza sull'acqua fatta di sabbia".

## Monumenti e luoghi di interesse
Vicino al porto peschereccio c'è una bella spiaggia sabbiosa. Alcuni sentieri portano a una tomba antica, una cisterna e una piccola grotta.

## Società

### Evoluzione demografica
Prima dell'occupazione di Cipro del Nord da parte delle forze turche Kumyalı era abitata da greci ciprioti. Il censimento del 1960 contò 854 greci ciprioti, diventati 818 nel 1973. Questi fuggirono nel sud di Cipro dopo l'invasione del 1974.
Oggi, Kumyalı è abitata da turchi ciprioti che si sono stabiliti nel nord dell'isola provenendo dal distretto di Paphos. Inoltre, vi si sono stabiliti coloni turchi provenienti dalle province di Adana e Gaziantep. Oltre a questi, fra i residenti sono presenti turchi ciprioti della diaspora i quali sono tornati nella Repubblica Turca di Cipro del Nord acquistando proprietà o costruendo case. Nel 1978, a Kumyalı c'erano 467 turchi ciprioti, diventati 686 nel 2011.